# Ghissignies
Ghissignies é uma comuna francesa na região administrativa de Altos da França, no departamento do Norte. Estende-se por uma área de 4.52 km². Em 2010 a comuna tinha 535 habitantes (densidade: 118,4 hab./km²).